# مسجد حاج سمیع
مسجد حاج سمیع رشت واقع در خیابان مطهری شهر رشت است. این مسجد توسط حاج حاکم نصیر رشتی در اواخر دوره قاجار ساخته و پس از درگذشت وی مسوولیت اداره آن به خاندان سمیعی از دیگر بزرگان این شهر سپرده شد.
پیش نمازان این مسجد تا جایی که منابع موجود است آیت الله شیخ زاهد خمیرانی از مراجع تقلید آن دوره بوده و فرزندایشان آیت الله محمد علی زاهد خمیرانی بوده‌اند.
این مسجد مجاور با مدرسه حاج سمیع بوده که در آن تدریس دروس حوزوی صورت می‌گرفت.

## معرفی بنا

### ساختمان مسجد
این مسجد تاریخی دارای دو در ورودی است که یک در آن در ضلع شمالی و در دیگر آن در ضلع شرقی واقع شده؛ بنا در دو طبقه_ طبقه دوم برای اسکان خادم مسجد و استفاده بانوان در ایام شلوغ_ در ضلع غربی ساخته شده‌است.
این مسجد دارای ۱۵ستون است که ۴ تای آن به صورت ۸ ضلعی بوده که به همراه خال‌های قوی چوبی کار نگهداری سقف بزرگ بنا را برعهده دارد.
پوشش سقف بنا هم از گذشته تا کنون سفال پوش بوده و در طبقه نخست و دور تا دور بنا کاشی کاری ۷ رنگ قاجاری نیز به کار رفته است.
قسمت زیبا و منحصر به فرد مسجد وجود ۲محراب برای قسمت آقایان و بانوان در ضلع جنوبی است.
نوع بهره‌برداری از بنا از زمان ساخت تا هم‌اکنون به عنوان مکان مذهبی و مسجد بوده و از خصوصیات آن می‌توان ۲ محراب و مکان‌های پشت پنجره‌ها را نام برد که مانند سکو محل نشستن در مراسم مذهبی بوده‌است.
کاشی کاری‌های داخل مسجد و گچ‌بری‌های ساده سر ستون‌ها و سیمان بری ساده ستون‌ها و نیز کف پنجره‌ها در نما از بخش‌های تزئینی مسجد به شمار می‌رود؛ نوع مالکیت این مسجد تاریخی هم به صورت عام‌المنفعه است.
همچنین مقبره آیت الله محمد علی زاهد خمیرانی در اتاقی واقع در ورودی ضلع شرقی مسجد بنا گردیده است.

### وضعیت فعلی
هم‌اکنون یک ساختمان نیمه کاره با اسکلت بتن آرمه در ضلع جنوبی مسجد حاج سمیع قرار گرفته که در گذشته بنای مدرسه حاج سمیع و از سقف متصل با این مکان مذهبی بوده‌است.
تخریب مدرسه حاج سمیع برای ساخت ساختمانی با پایه‌های بزرگ و برداشتن سقف متصل مسجد و مدرسه در گذشته و بالا رفتن دیوار آجری زرد رنگ با نصب غیراصولی حلب، سبب ریزش باران در بخش جنوبی مسجد و در نتیجه ترک خوردن سقف ساختمان و محراب مسجد شده‌است.
هم چنین در این بخش از مسجد سه عدد تیرآهن کار گذشته شده تا از فرو ریختن سقف خودداری بشود، از سویی دیگر ساخت این ساختمان نیمه کاره و گودبرداری آن در مجاورت مسجد، برخلاف قوانین میراث فرهنگی در مورد آثار ملی، حریم منظری و حفاظتی آن را خدشه‌دار کرده‌است.